# حيوانات حزازية
الحيوانات الحزازية أو خارجيات الشرج أو الحيوانات المتجمعة أو حيوانات طِحْلِبِيَّة (الاسم العلمي: Bryozoa) هي شعبة من الحيوانات البحرية اللافقارية. طولها تقريبا 0.5 ملم (0.020 إنش).